# Noël en cavale
Pour plus de détails, voir Fiche technique et Distribution.
Noël en cavale (Get Santa) est un film de Noël britannique réalisé par Christopher Smith, sorti en 2014.

## Synopsis
Le père Noël a été arrêté et emprisonné. Un prisonnier tout juste libéré et son fils vont tenter de le sauver pour sauver Noël.

## Fiche technique
- Titre : Noël en cavale
- Titre original : Get Santa
- Réalisation : Christopher Smith
- Scénario : Christopher Smith
- Musique : Ilan Eshkeri
- Photographie : Christopher Ross
- Montage : Stuart Gazzard
- Production : Liza Marshall et Tony Scott
- Société de production : Scott Free Productions
- Pays :  Royaume-Uni et  États-Unis
- Genre : Comédie
- Durée : 102 minutes
- Dates de sortie : 
  -  Royaume-Uni : 5 décembre 2014

## Distribution
- Jim Broadbent (VF : Jean-Claude Donda) : le père Noël
- Rafe Spall (VF : Jérémy Prévost) : Steve
- Kit Connor : Tom
- Ewen Bremner (VF : Laurent Morteau) : Finkerton
- Warwick Davis (VF : Éric Missoffe) : Sally
- Stephen Graham (VF : Thierry Wermuth) : Barber
- Joanna Scanlan : Ruth
- Jodie Whittaker (VF : Pamela Ravassard) : Alison
- Nonso Anozie (VF : Namakan Koné) : Marlon « Knuckles » Baxter
- Matt King : Brian
- Perry Benson : Jimbo
- Joshua McGuire (VF : Sylvain Agaësse) : Tony
- Bjarne Henriksen : Lars
- Hera Hilmar : Boyle
- Graham Hughes : Buster Evergreen
- Bernadette Windsor : Dolores

 Source et légende : version française (VF) sur RS Doublage

## Accueil

### Accueil critique
Le film a reçu un accueil mitigé de la critique. Il obtient un score moyen de 52 % sur Metacritic.